# Maxwell Deacon
Maxwell Deacon (né le 22 mars 1910 à Thunder Bay (Ontario) et mort le 29 avril 1970) est un joueur canadien de hockey sur glace. Lors des Jeux olympiques d'hiver de 1936, il remporte la médaille d'argent.

## Palmarès
- Médaille d'argent aux Jeux olympiques de Garmisch-Partenkirchen en 1936